# Музей історії давнього Галича

Музей розміщений в Митрополичих палатах

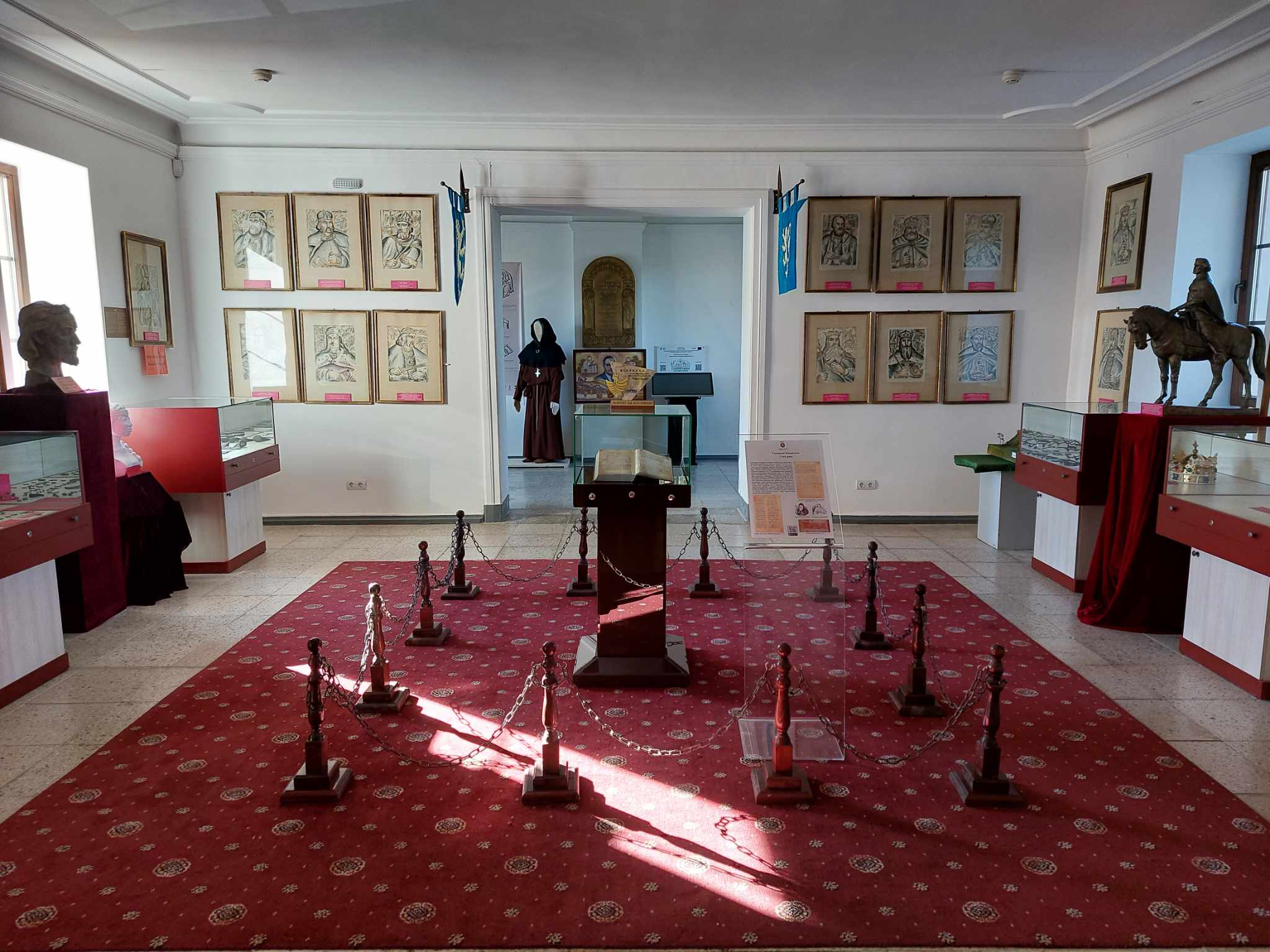
Центральний зал Музею історії Галича

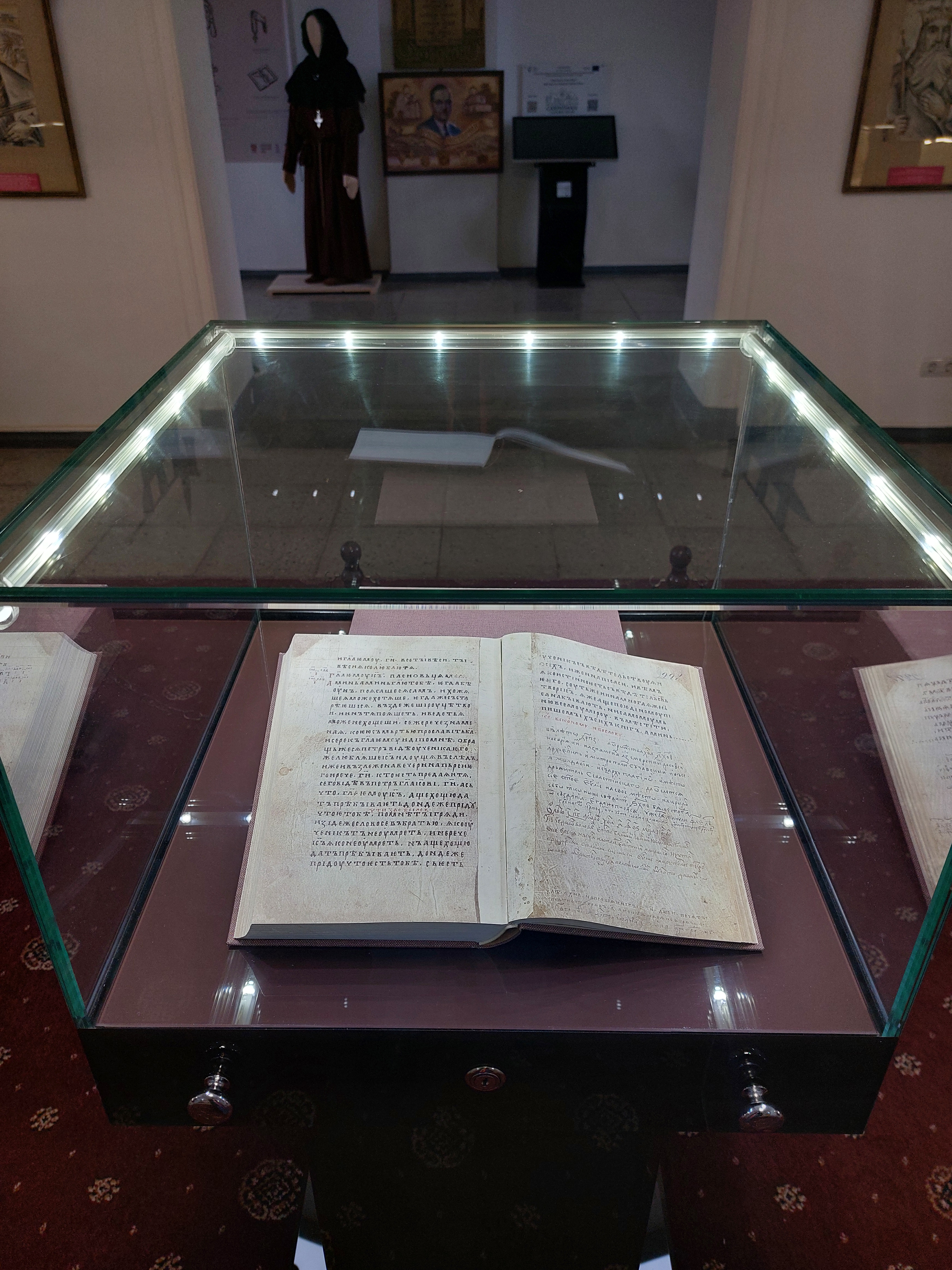
Факсиміле Галицького Євангелія 1144 р.

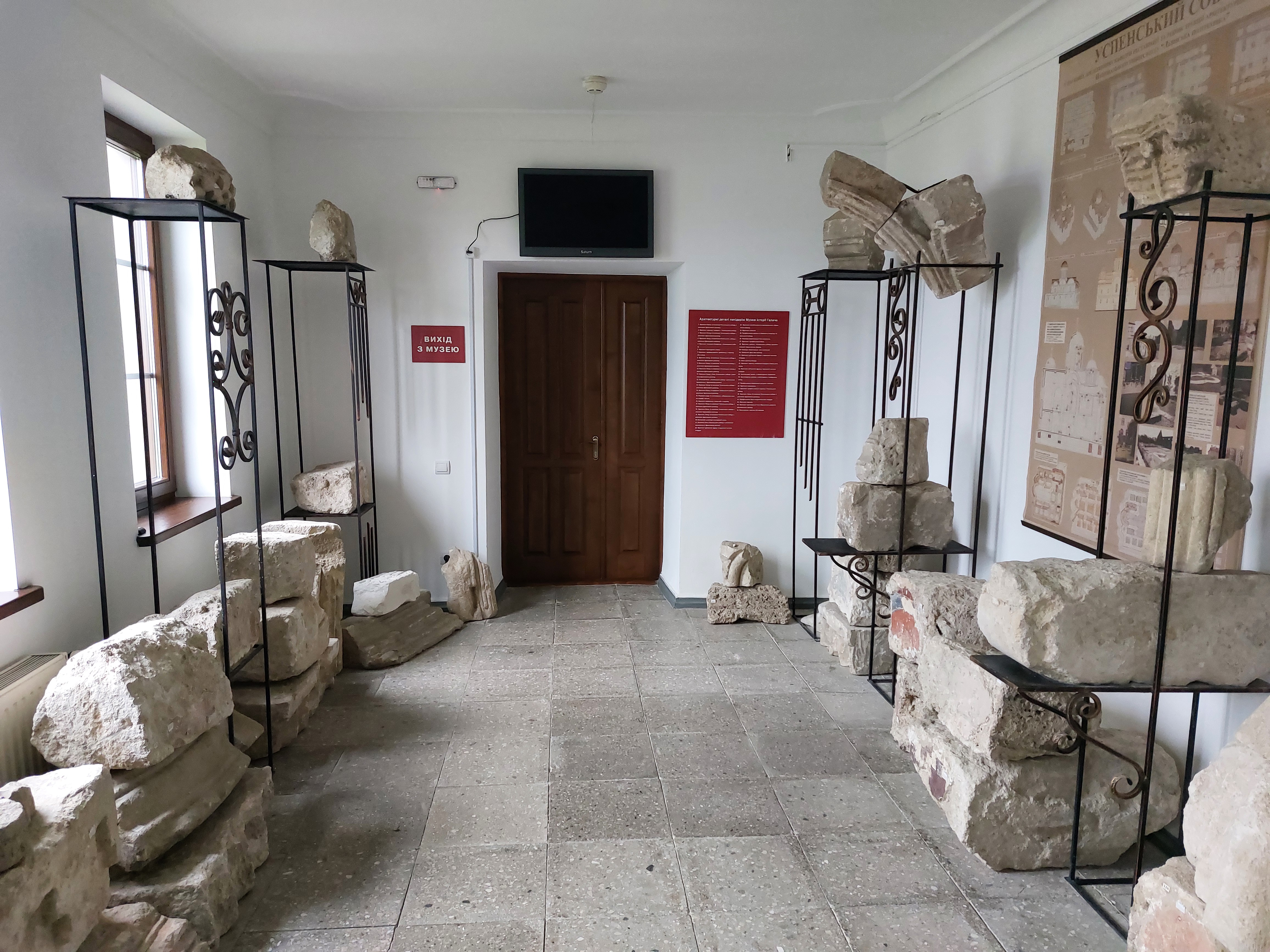
Лапідарій. Архітектурні деталі Успенського собору ХІІ ст.

Музей історії давнього Галича — музей, присвячений історії стародавнього міста Галич у селі Крилос Галицького району Івано-Франківської області. Входить до складу Національного заповідника «Давній Галич».
Музей розташований у Митрополичих палатах — пам'ятці архітектури XVIII ст.
У музеї представлено археологічні знахідки, виявлені під час досліджень Крилоського городища та його довкілля. Експозиція музею ілюструє долітописний та княжий період історії давнього Галича. Серед експозиційних колекцій: зброя, ювелірні вироби галицьких ремісників, керамічні плитки, архітектурні деталі з фресками з Успенського собору. Постійно функціонує виставкова зала музею.

## Історія створення
Ідея створення музею належить професорові Львівського університету, досліднику стародавнього Галича Ярославові Пастернаку та митрополиту Андрію Шептицькому, який, висловив побажання створити біля фундаментів Успенського собору музей-заповідник. Мрію предстоятеля УГКЦ виконав у 1938 році Ярослав Пастернак, який у каплиці Св. Василія, пам'ятці архітектури XV ст., зібрав знахідки зі своїх розкопок у Крилосі. Таким чином, каплиця Св. Василія стала першим музеєм на місці княжого Галича.

## Фестивалі
17-18 травня 2015 року в Музеї історії Галича відбувся перший Всеукраїнський музейно-туристичний фестиваль «Давній Галич збирає друзів: варто побачити, де живе пам'ять». Серед учасників:
- Національний Києво-Печерський історико-культурний заповідник
- Національний історико-культурний заповідник «Гетьманська столиця»
- Національний історико-етнографічний заповідник «Переяслав»
- Національний заповідник «Хортиця»
- Національний історико-меморіальний заповідник «Поле Берестецької битви»
- Національний заповідник «Батьківщина Тараса Шевченка»
- Національний заповідник «Замки Тернопілля»
- Державний історико-культурний заповідник «Самчики»
- Державний історико-культурний заповідник в м. Белзі
- Державний історико-культурний заповідник «Тустань»
- Державний історико-культурний заповідник в м. Бережанах
- Кременецько-Почаївський державний історико-архітектурний заповідник
- Державний історико-архітектурний заповідник у м. Святогірську,
- Кам'янець-Подільський державний історичний музей-заповідник

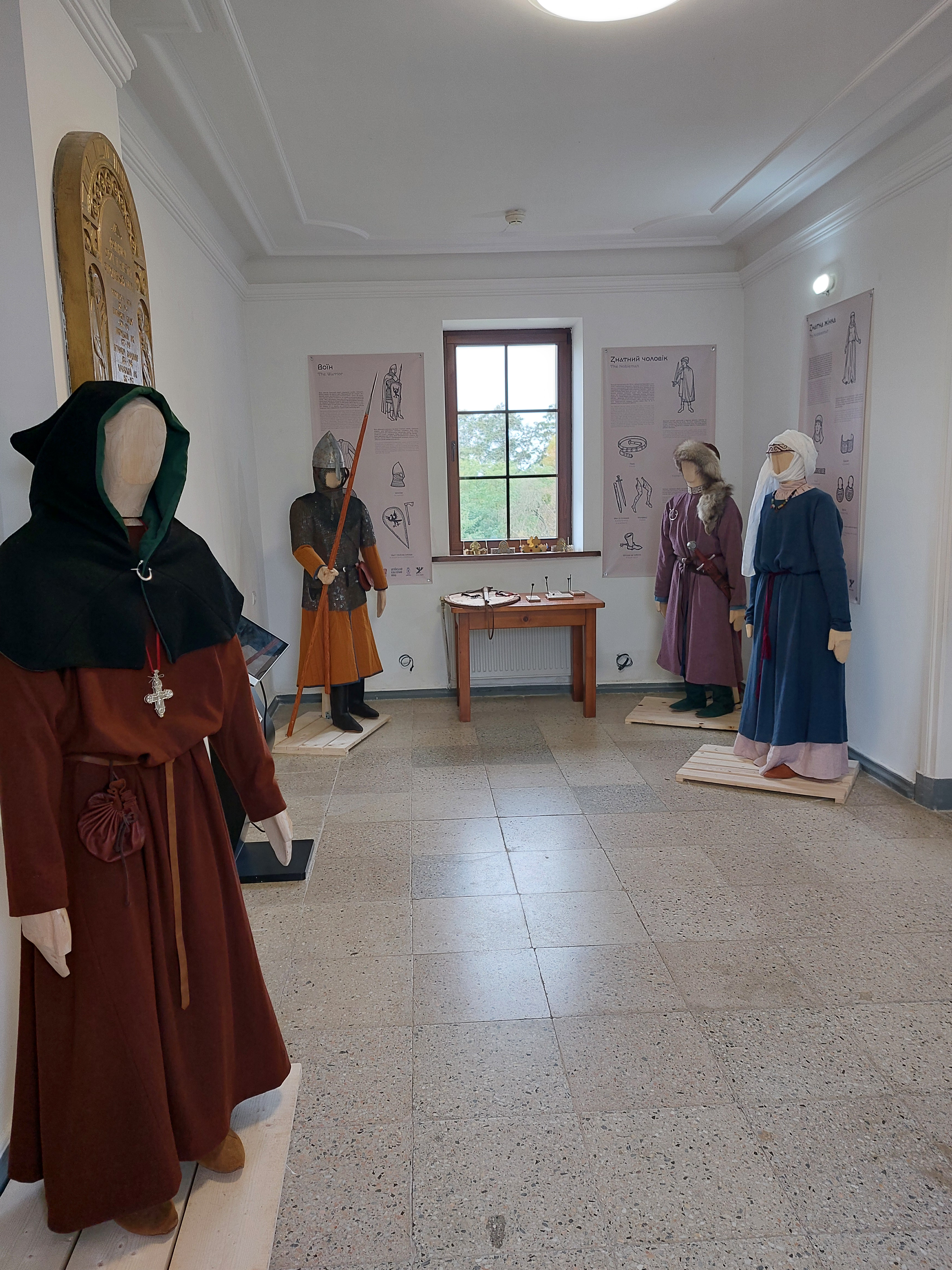
Середньовічний одяг княжого Галича (в рамках проєкту "Вбрані в історію: середньовічний одяг княжого Галича" за підтримки УКФ)

та інші. Також на захід приїхали керамісти зі Спілки гончарів м. Слов'янська Донецької області.
У фестивалі брав участь начальник управління музейної справи та культурних цінностей Міністерства культури України Василь Рожко. Одним із культурних заходів була презентація експоната «Меч князя Святослава» з фондів Національного заповідника «Хортиця».